# Cobana guatemalensis
Cobana guatemalensis är en irisväxtart som först beskrevs av Paul Carpenter Standley, och fick sitt nu gällande namn av Pierfelice Ravenna. Cobana guatemalensis ingår i släktet Cobana, och familjen irisväxter. Inga underarter finns listade i Catalogue of Life.